# Claude Guylouïs
Claude Guylouïs är en kollektiv pseudonym använd av de franska serieskaparna Guy Vidal, Claude Klotz, och Jean-Louïs Robert.
1986-87 skrev Guylouïs en handfull kortare serier om Lucky Luke: "Spökranchen" (Le ranch maudit), "Statyn" (La statue), "Kidnappad" (L'alibi), "Athletic City" (Athletic City), "Los Daltonitos" (Ole Daltonitos) och "Hästtjuvarna" (Un cheval disparaît). Samtliga dessa serier samlades sedermera i albumen "Spökranchen och andra äventyr" (Le ranch maudit) och "Hästtjuvarna och andra äventyr" (L'alibi). Kort innan Guy Vidals död 2002 återförenades trion för att författa ytterligare ett Lucky Luke-avsnitt: "Den franske kocken" (Le cuisinier français, 2003).
Utöver Lucky Luke-serierna har Guylouïs också skrivit seriealbumet Sam & Lena (1992, ingen svensk översättning), med teckningar av Emmanuel Boëm.